# Eberhard von Kurowski
Eberhard von Kurowski (10 septembre 1895 à Stettin - 11 septembre 1957 à Stanzach) est un Generalleutnant allemand qui a servi au sein de la Heer, dans la Wehrmacht pendant la Seconde Guerre mondiale.
Il a été récipiendaire de la croix de chevalier de la Croix de fer, attribuée pour récompenser un acte d'une extrême bravoure sur le champ de bataille, ou un commandement militaire avec succès.

## Biographie
Kurowski s'engage au début de la Première Guerre mondiale, le 2 août 1914, en tant que porte-drapeau dans le 2e régiment à pied de la Garde de l'armée prussienne.
Eberhard von Kurowski est capturé par les forces soviétiques en juillet 1944, durant l'offensive Vitebsk-Orcha. Il restera ensuite en captivité jusqu'en 1955.

## Promotions
| Fahnenjunker-Gefreiter     | 28 septembre 1914  |
| Fahnenjunker-Unteroffizier | 14 novembre 1914   |
| Fähnrich                   | 14 juillet 1915    |
| Leutnant                   | 31 octobre 1915    |
| Oberleutnant               | 31 juillet 1925    |
| Hauptmann                  | 1er mars 1930      |
| Major                      | 1er novembre 1935  |
| Oberstleutnant             | 1er juin 1938      |
| Oberst                     | 1er septembre 1940 |
| Generalmajor               | 1er juin 1942      |
| Generalleutnant            | 1er juin 1943      |

## Décorations
- Croix de fer (1914)
  - 2e Classe
  - 1re Classe
- insigne des blessés (1914)
  - noir
  - argent
  - or
- croix de chevalier de l'ordre royal de Hohenzollern, avec glaives
- croix d'honneur
- agrafe de la Croix de fer (1939)
  - 2e Classe
  - 1re Classe
- médaille du Front de l'Est
- croix de chevalier de la Croix de fer,
  - le 23 janvier 1942, en tant que Oberst i.G. et chef d'état-major du 40e corps d'armée[1]